# Titularbistum Heliosebaste
Heliosebaste war eine antike Stadt in der römischen Provinz Thracia bzw. Europa im europäischen Teil der Türkei.
Heliosebaste (ital.: Eliosebaste) ist ein ehemaliges Bistum der römisch-katholischen Kirche und heute ein Titularbistum. Es gehörte der Kirchenprovinz Herakleia Sintike an.
| Titularbischöfe von Heliosebaste |                               |                                                   |                   |                  |
| Nr.                              | Name                          | Amt                                               | von               | bis              |
| 1                                | Guilford Clyde Young          | Weihbischof in Canberra und Goulburn (Australien) | 15. Juli 1948     | 10. Oktober 1954 |
| 2                                | Florentino de Andrade e Silva | Weihbischof in Porto (Portugal)                   | 31. Dezember 1954 | 1. Juli 1972     |